# Superstock 1000 FIM Cup 2014
Superstock 1000 FIM Cup 2014 è la sedicesima edizione della Superstock 1000 FIM Cup.
Il campionato piloti è stato vinto dall'argentino Leandro Mercado su Ducati 1199 Panigale R del team Barni Racing. Suo principale avversario per tutta la stagione è stato l'italiano Lorenzo Savadori con la Kawasaki ZX-10R del team Pedercini giunto a soli 8 punti da Mercado.
Vittoria per la Kawasaki nella classifica costruttori che, con quattro vittorie su sette eventi, sopravanza di soli 8 punti la più vicina delle concorrenti, ossia l'italiana Ducati. Per la casa giapponese si tratta del secondo successo in questa categoria, dopo quello ottenuto nel 2012.

## Piloti partecipanti
fonte
Tutte le motociclette in competizione sono equipaggiate con pneumatici forniti dalla Pirelli.
| Nº  | Pilota              | Squadra                             | Motocicletta           |
| --- | ------------------- | ----------------------------------- | ---------------------- |
| 3   | Sébastien Suchet    | Team BSR                            | Kawasaki ZX-10R        |
| 4   | Joshua Day          | Agro-On & WIL Racedays              | Honda CBR1000RR        |
| 5   | Robert Mureșan      | H-Moto Team                         | BMW S1000 RR           |
| 6   | Denni Schiavoni     | 2R Racing                           | BMW S1000 RR HP4       |
| 7   | Jérémy Ayer         | Team BSR                            | Kawasaki ZX-10R        |
| 8   | Jonathan Hardt      | Ecurie Berga                        | Kawasaki ZX-10R        |
| 9   | Jed Metcher         | EAB Racing                          | Ducati 1199 Panigale R |
| 11  | Kyle Smith          | Agro-On & WIL Racedays              | Honda CBR1000RR        |
| 12  | Jonathan Crea       | Team OGP                            | Kawasaki ZX-10R        |
| 15  | Simone Grotzkyj     | Team Pedercini                      | Kawasaki ZX-10R        |
| 16  | Remo Castellarin    | Team Motoxracing                    | BMW S1000 RR HP4       |
| 16  | Remo Castellarin    | Cast16 Corse                        | BMW S1000 RR HP4       |
| 18  | Kevin Valk          | MTM Racing                          | Kawasaki ZX-10R        |
| 22  | Raffaele Vargas     | T.R. Corse                          | Kawasaki ZX-10R        |
| 23  | Federico Sandi      | Team Motoxracing                    | BMW S1000 RR HP4       |
| 24  | Stéphane Egea       | Delcamp Energie - 3D End.           | Kawasaki ZX-10R        |
| 27  | Riccardo Cecchini   | H-Moto Team                         | BMW S1000 RR           |
| 28  | Marc Moser          | Triple M Racing by Ducati Frankfurt | Ducati 1199 Panigale R |
| 32  | Lorenzo Savadori    | Team Pedercini                      | Kawasaki ZX-10R        |
| 34  | Balázs Németh       | Team Pedercini                      | Kawasaki ZX-10R        |
| 36  | Leandro Mercado     | Barni Racing                        | Ducati 1199 Panigale R |
| 39  | Randy Pagaud        | Team OGP                            | Kawasaki ZX-10R        |
| 41  | Federico D'Annunzio | FDA Racing                          | BMW S1000 RR           |
| 41  | Federico D'Annunzio | FDA Racing                          | BMW S1000 RR HP4       |
| 43  | Fabio Massei        | EAB Racing                          | Ducati 1199 Panigale R |
| 51  | Eric Vionnet        | Motos Vionnet                       | BMW S1000 RR           |
| 53  | Antonio Alarcos     | BWG Racing Kawasaki                 | Kawasaki ZX-10R        |
| 55  | Tomáš Svitok        | Moto LG Racing                      | Ducati 1199 Panigale R |
| 59  | Alex Schacht        | EAB Racing                          | Ducati 1199 Panigale R |
| 69  | Ondřej Ježek        | Barni Racing                        | Ducati 1199 Panigale R |
| 70  | Romain Maitre       | AM Moto Racing Competition          | Suzuki GSX-R1000       |
| 71  | Christoffer Bergman | BWG Racing Kawasaki                 | Kawasaki ZX-10R        |
| 74  | Kevin Calia         | Nuova M2 Racing                     | Aprilia RSV4 APRC      |
| 77  | Nigel Walraven      | Amici Pirelli Hoegee Suzuki         | Suzuki GSX-R1000       |
| 82  | Karel Pešek         | Moto LG Racing                      | Ducati 1199 Panigale R |
| 84  | Riccardo Russo      | Team Pedercini                      | Kawasaki ZX-10R        |
| 89  | Axel Maurin         | Team CMS                            | Kawasaki ZX-10R        |
| 90  | Javier Alviz        | Team Pedercini                      | Kawasaki ZX-10R        |
| 93  | Alberto Butti       | Team Go Eleven                      | Kawasaki ZX-10R        |
| 94  | Matthieu Lussiana   | Garnier by ASPI                     | Kawasaki ZX-10R        |
| 95  | Julian Mayer        | Motorrad Mayer                      | Kawasaki ZX-10R        |
| 98  | Romain Lanusse      | Team Pedercini                      | Kawasaki ZX-10R        |
| 169 | David McFadden      | MRS Kawasaki                        | Kawasaki ZX-10R        |

| Legenda            |
| ------------------ |
| Pilota wildcard    |
| Pilota sostitutivo |

## Calendario
| Nº | Data        | Gran Premio | Circuito    | Pole Position    | Vincitore gara    | Leader del campionato |
| -- | ----------- | ----------- | ----------- | ---------------- | ----------------- | --------------------- |
| 1  | 13 aprile   | Spagna      | Aragon      | Leandro Mercado  | Leandro Mercado   | Leandro Mercado       |
| 2  | 27 aprile   | Paesi Bassi | Assen       | Lorenzo Savadori | Kevin Valk        | Leandro Mercado       |
| 3  | 11 maggio   | Italia      | Imola       | Fabio Massei     | Ondřej Ježek      | Leandro Mercado       |
| 4  | 22 giugno   | Italia      | Misano      | Lorenzo Savadori | Lorenzo Savadori  | Leandro Mercado       |
| 5  | 6 luglio    | Portogallo  | Portimão    | Lorenzo Savadori | Lorenzo Savadori  | Lorenzo Savadori      |
| 6  | 7 settembre | Spagna      | Jerez       | Leandro Mercado  | Leandro Mercado   | Leandro Mercado       |
| 7  | 5 ottobre   | Francia     | Magny-Cours | Lorenzo Savadori | Matthieu Lussiana | Leandro Mercado       |

## Classifiche

### Classifica Piloti[2]
| Posizione | Pilota              | Motocicletta | Spagna (bandiera) | Paesi Bassi (bandiera) | Italia (bandiera) | Italia (bandiera) | Portogallo (bandiera) | Spagna (bandiera) | Francia (bandiera) | Punti |
| --------- | ------------------- | ------------ | ----------------- | ---------------------- | ----------------- | ----------------- | --------------------- | ----------------- | ------------------ | ----- |
| 1         | Leandro Mercado     | Ducati       | 1                 | 5                      | 3                 | 2                 | 9                     | 1                 | 4                  | 117   |
| 2         | Lorenzo Savadori    | Kawasaki     | 2                 | 4                      | Rit               | 1                 | 1                     | 3                 | 6                  | 109   |
| 3         | Matthieu Lussiana   | Kawasaki     | 6                 | 3                      | 11                | 8                 | 2                     | Rit               | 1                  | 84    |
| 4         | Romain Lanusse      | Kawasaki     | 10                | 7                      | 4                 | 7                 | 8                     | 8                 | 2                  | 73    |
| 5         | David McFadden      | Kawasaki     | 8                 | 6                      | 7                 | 5                 | 3                     | 7                 | 9                  | 70    |
| 6         | Ondřej Ježek        | Ducati       | SQ                | 2                      | 1                 | 4                 | Rit                   | 5                 | Rit                | 69    |
| 7         | Fabio Massei        | Ducati       | Rit               | 8                      | 2                 | 3                 | 6                     | 4                 | Rit                | 67    |
| 8         | Kyle Smith          | Honda        | 3                 | Rit                    | 16                | 10                | 4                     | 2                 | Rit                | 55    |
| 9         | Kevin Valk          | Kawasaki     | 9                 | 1                      | Rit               | 9                 | 11                    |                   | 8                  | 52    |
| 10        | Federico D'Annunzio | BMW          | 5                 | 14                     | 9                 | 6                 | 7                     | 21                | 10                 | 45    |
| 11        | Joshua Day          | Honda        | 11                | 11                     | 5                 | Rit               | 5                     | 6                 | Rit                | 42    |
| 12        | Balázs Németh       | Kawasaki     | Rit               | 9                      | 6                 | 11                | 10                    | NP                |                    | 28    |
| 13        | Robert Mureșan      | BMW          | Rit               | Rit                    | 8                 | 13                | 12                    | 10                | Rit                | 21    |
| 14        | Sébastien Suchet    | Kawasaki     | 14                | Rit                    | 10                | 16                | 16                    | 11                | 11                 | 18    |
| 15        | Jed Metcher         | Ducati       |                   |                        |                   |                   |                       | NP                | 3                  | 16    |
| 16        | Federico Sandi      | BMW          |                   |                        |                   | Rit               | 13                    | 14                | 5                  | 16    |
| 17        | Christoffer Bergman | Kawasaki     | 4                 |                        |                   |                   |                       |                   |                    | 13    |
| 18        | Stéphane Egea       | Kawasaki     | Rit               |                        |                   | 14                |                       |                   | 7                  | 11    |
| 19        | Simone Grotzkyj     | Kawasaki     | 7                 | 18                     | 15                | Rit               |                       |                   |                    | 10    |
| 20        | Randy Pagaud        | Kawasaki     | 13                | 13                     | 12                | 19                | Rit                   | 16                | Rit                | 10    |
| 21        | Javier Alviz        | Kawasaki     | 16                | 19                     | Rit               |                   | 14                    | 12                | 13                 | 9     |
| 22        | Antonio Alarcos     | Kawasaki     |                   |                        | 18                | 15                |                       | 9                 | Rit                | 8     |
| 23        | Alex Schacht        | Ducati       | 15                | 12                     | 13                | 18                | 18                    |                   |                    | 8     |
| 24        | Remo Castellarin    | BMW          | 12                | Rit                    | Rit               | 21                | 17                    | 13                | Rit                | 7     |
| 25        | Nigel Walraven      | Suzuki       |                   | 10                     |                   |                   |                       |                   |                    | 6     |
| 26        | Jérémy Ayer         | Kawasaki     | Rit               | 15                     | Rit               | Rit               | 19                    | 20                | 12                 | 5     |
| 27        | Kevin Calia         | Aprilia      |                   |                        | Rit               | 12                |                       |                   |                    | 4     |
| 28        | Marc Moser          | Ducati       |                   |                        | 14                | Rit               |                       | 15                | 15                 | 4     |
| 29        | Axel Maurin         | Kawasaki     |                   |                        |                   |                   |                       |                   | 14                 | 2     |
| 30        | Alberto Butti       | Kawasaki     | Rit               | Rit                    | 19                | Rit               | 15                    | 18                | Rit                | 1     |
| Posizione | Pilota              | Motocicletta | Spagna (bandiera) | Paesi Bassi (bandiera) | Italia (bandiera) | Italia (bandiera) | Portogallo (bandiera) | Spagna (bandiera) | Francia (bandiera) | Punti |

| Legenda | 1º posto        | 2º posto            | 3º posto            | A punti      | Senza punti        | Grassetto=Pole position Corsivo=Giro più veloce |
| Legenda | Gara non valida | Non qual./Non part. | Ritirato/Non class. | Squalificato | "-" Dato non disp. | Grassetto=Pole position Corsivo=Giro più veloce |

### Sistema di punteggio
| Pos.  | 1  | 2  | 3  | 4  | 5  | 6  | 7 | 8 | 9 | 10 | 11 | 12 | 13 | 14 | 15 | 16> |
| Punti | 25 | 20 | 16 | 13 | 11 | 10 | 9 | 8 | 7 | 6  | 5  | 4  | 3  | 2  | 1  | 0   |

### Costruttori[3]
| Posizione | Costruttore | Spagna (bandiera) | Paesi Bassi (bandiera) | Italia (bandiera) | Italia (bandiera) | Portogallo (bandiera) | Spagna (bandiera) | Francia (bandiera) | Punti |
| --------- | ----------- | ----------------- | ---------------------- | ----------------- | ----------------- | --------------------- | ----------------- | ------------------ | ----- |
| 1         | Kawasaki    | 2                 | 1                      | 4                 | 1                 | 1                     | 3                 | 1                  | 149   |
| 2         | Ducati      | 1                 | 2                      | 1                 | 2                 | 6                     | 1                 | 3                  | 141   |
| 3         | Honda       | 3                 | 11                     | 5                 | 10                | 4                     | 2                 | Rit                | 71    |
| 4         | BMW         | 5                 | 14                     | 8                 | 6                 | 7                     | 10                | 5                  | 57    |
| 5         | Suzuki      |                   | 10                     |                   |                   |                       |                   | SQ                 | 6     |
| 6         | Aprilia     |                   |                        | Rit               | 12                |                       |                   |                    | 4     |